# Samuel Auguste Tissot

Samuel Auguste Tissot

Samuel (fälschlich auch Simon) Auguste André David Tissot (* 20. März 1728 in Grancy; † 13. Juni 1797 in Lausanne) war ein Schweizer Arzt und Professor der Medizin, der zahlreiche Schriften verfasst hat, unter denen insbesondere sein Buch über Epilepsie weite Verbreitung fand und in zahlreiche Sprachen übersetzt wurde. Auch als Autor einer Schrift gegen die Selbstbefriedigung ist er bekannt geworden. Die umfangreichste Gesamtausgabe seiner Werke, die 1788–1790 noch zu seinen Lebzeiten erschien, umfasst 14 Oktavbände. Seine gesamten Manuskripte (mit Ausnahme seiner Briefe) befinden sich im Besitz der Kantons- und Universitätsbibliothek Lausanne. Es handelt sich um rund 100 Bände mit jeweils 200 bis 300 Seiten, von denen etwa 60 Bände die eigentlichen medizinischen Arbeiten und deren Reinschriften umfassen.
Tissot gehörte mit seinen Landsleuten Haller, Hirzel, Zimmermann und Hotze zu den bekanntesten Medizinern seiner Zeit. Er wirkte zunächst in Lausanne, einem Zentrum des frühen Tourismus, und behandelte hochgestellte Patienten aus ganz Europa. Nachdem ihn Kaiser Joseph II. 1777 besucht hatte, weil beide die Pockenimpfung befürworteten, übernahm er für kurze Zeit (1781–1783) die Leitung der Universitätsklinik Pavia.
Seit 2007 verleiht die Schweizerische Epilepsie-Liga in der Regel alle zwei Jahre auf den gemeinsamen Jahrestagungen der Deutschen und Österreichischen Gesellschaften für Epileptologie sowie der Schweizerischen Epilepsie-Liga in Erinnerung an ihn die Tissot-Medaille als Auszeichnung für besondere Verdienste in der Schweizerischen Epileptologie.

## Leben
Tissot wurde von seinen Eltern mit sechs Jahren in die Obhut eines wohlhabenden Onkels gegeben, seit 1741 dann in Pension zu einem mütterlichen Verwandten in Genf, um ihm eine gute Ausbildung zu ermöglichen (zunächst Collège, anschließend dortige Académie). Nach dem 1745 erworbenen Magister artium folgte 1745–1749 das Medizinstudium in Montpellier u. a. bei dem schon damals berühmten Arzt und Botaniker François Boissier de Sauvages de Lacroix. Danach kehrte er zu seinen Eltern in die Nähe von Lausanne zurück. 1751 wurde er in Lausanne zum Armenarzt ernannt. Er nahm bald Kontakt mit vielen Gelehrten seiner Zeit auf (u. a. Albrecht von Haller, Jean-Jacques Rousseau und Voltaire) und begann umfangreiche publizistische Aktivitäten. Nach mehreren Angeboten innerhalb und außerhalb der Schweiz (u. a. als Leibarzt des Königs Stanislaus von Polen) erfolgte 1766 mit erheblichen politischen Irritationen die Ernennung zum Honorarprofessor der Medizin an der Akademie zu Lausanne.

## Gegner der Onanie und des Hoflebens

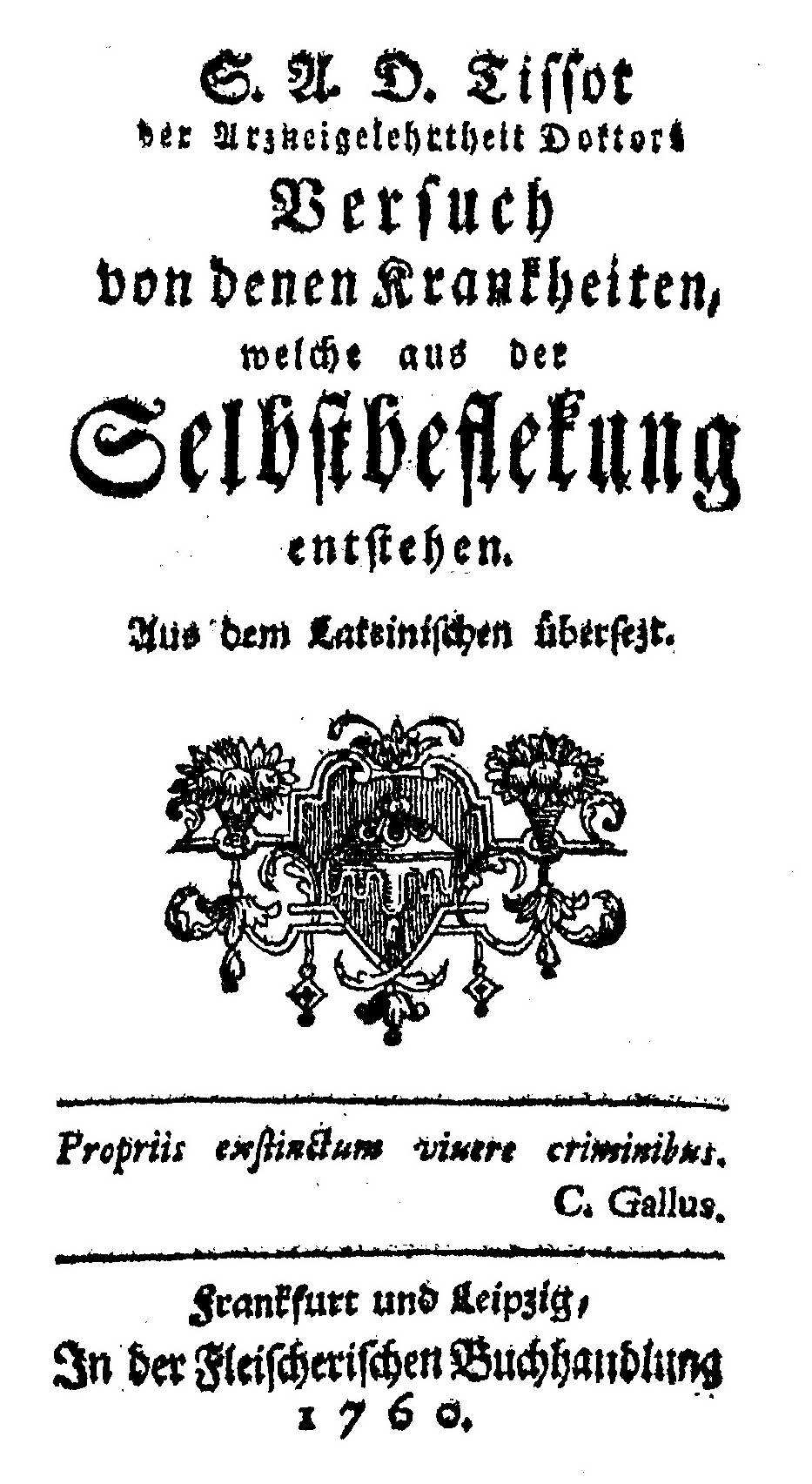
Titelblatt von Versuch von denen Krankheiten, welche aus der Selbstbeflekung entstehen (1760).

Tissot vertrat, wie etwa auch Christoph Wilhelm Hufeland und andere seiner Zeitgenossen die Ansicht, dass das „Laster der Onanie“ Körper und Geist zugrunde richten kann. Seine 1760 erschienene Schrift L’Onanisme, in der er behauptete, dass die Masturbation Krankheiten erzeuge, erlebte zahlreiche Auflagen und Übersetzungen.
Als Beispiel für seine heute abenteuerlich anmutenden Behauptungen möge folgendes Zitat aus dieser Schrift stehen:

„Der Samen wird aus dem Blute, mit vielerlei Umständen, welche allezeit ein grosen Werth anzeigen, zubereitet, und er ist so ädel, daß wie schon Galenus erinnert, der Verlust einer halben Unze denen Kräften mehr Schaden tut, als wenn man vierzig Unzen Blut abzapft: es erhellet daher von selbst, daß die unmäsige Verschwendung dieser Feuchtigkeit viele Krankheiten nach sich ziehen müse.“

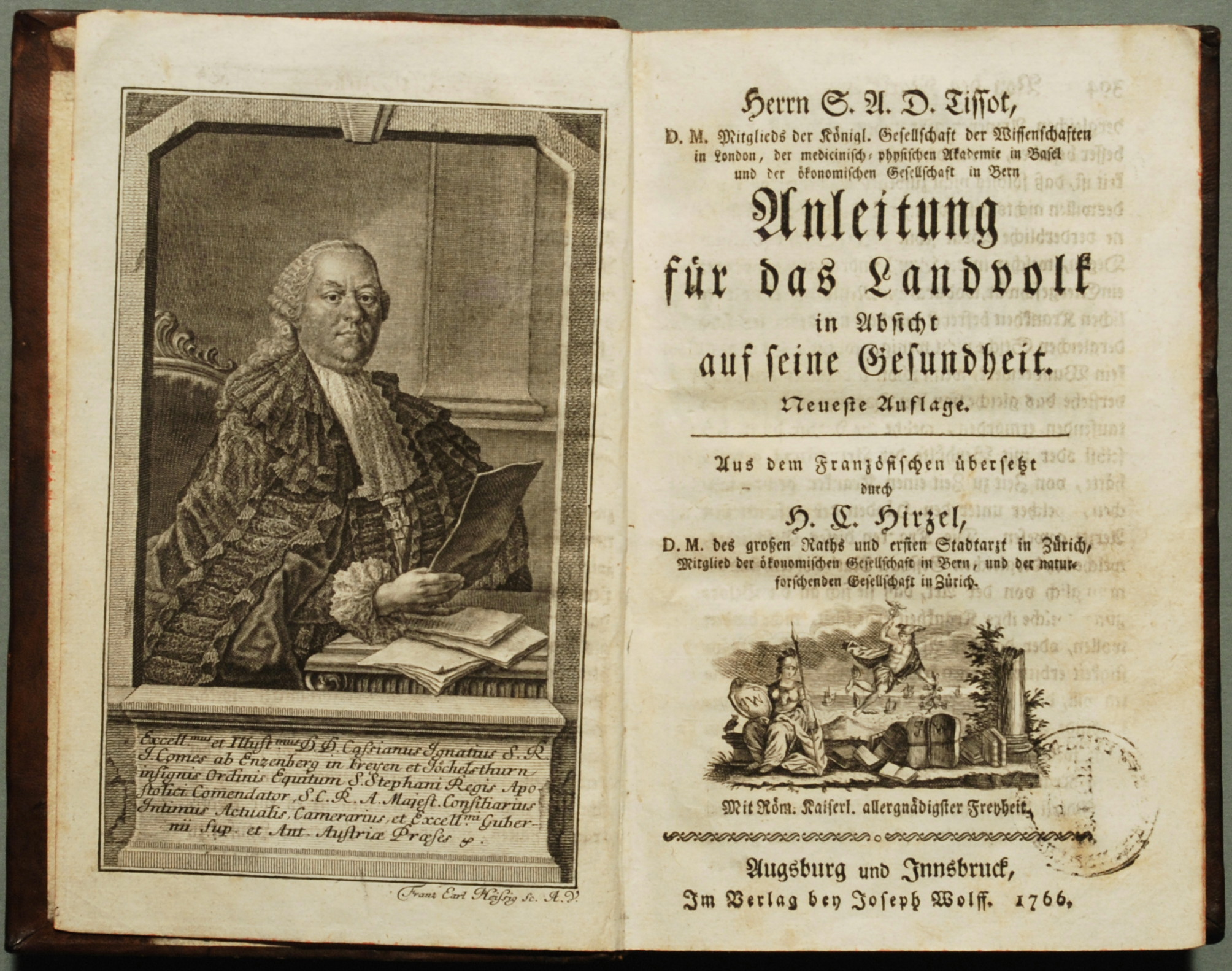
Populärwissenschaftliches Werk Tissots.

Entlang der Lehre von den sex res non naturales des Hippokrates erläuterte Tissot die gesundheitsschädigenden Faktoren der Lebensweise von „vornehmen und reichen Personen an Höfen und in Städten“. Man finde trotz der hervorragenden medizinischen Versorgung an den Höfen den „allerhöchsten Grad der Krankheiten“. Gründe dafür seien der Müßiggang, Üppigkeiten und Schwelgereien, zu viel Fleisch und Süßigkeiten, Kaffee, Tee und Alkohol. Ein weiterer Schwachpunkt am Hof sei die Kleidung. Die vielfältigen Bänder der Kleidung behinderten den freien „Umlauf des Geblüts“. Der „Zwang der Fischbeine“ presse den Magen und die Eingeweide zusammen. So und ähnlich lautete seine Kritik an der höfischen Lebensweise.

## Schriften (Auswahl)
- L’inoculation justifié. Lausanne 1754.
- Anleitung für den geringen Mann in Städten und auf dem Lande in Absicht auf seine Gesundheit. Beigefügte Werke: … mit 2 fremden Abhandlungen begleitet. Die eine: Von der Unvollkommenheit der meisten deutschen praktischen Handbücher und den Vorzügen des Tissotischen. Die zweyte: Von den wahren Mitteln, ein hohes Alter zu erreichen / aus dem Schwed. des Herrn Dr. Schulz. Typogr. Ges., Hamburg 1767 (Digitalisierte Ausgabe der Universitäts- und Landesbibliothek Düsseldorf).
- Anleitung für das Landvolk in Absicht auf seine Gesundheit. Zürich 1767 (Digitalisierte Ausgabe der Universitäts- und Landesbibliothek Düsseldorf), 1769 (Digitalisat)
- Vermehrungen, Zusätze und Verbesserungen zu seiner Anleitung für das Landvolk in Absicht auf seine Gesundheit : zum nützlichen Gebrauch derer, welche die Augsburger, mit allergnädigster röm. kaiserl. Freiheit im Jahr 1766 erschienene Auflage besitzen. Wolff, Augsburg 1768 (Digitalisierte Ausgabe der Universitäts- und Landesbibliothek Düsseldorf).
- Von der Gesundheit der Gelehrten. Aus dem Französischen übersetzt von Joh. Rud. Füeßlin. Zürich, bey Füeßlin und Compagnie, 1768 ()
- Avis au peuple sur sa santé. 
  - Lyon 1764 (Digitalisat)
  - Paris 1770 (Digitalisat)
  - Lausanne 1777, 2 Bände (Digitalisat)
  - Paris 1780, 2 Bände (Digitalisat)
- La vie de Zimmermann. Lausanne 1797.